# Adieu au langage - Addio al linguaggio
Adieu au langage - Addio al linguaggio (Adieu au langage) è un film del 2014 diretto da Jean-Luc Godard.
La pellicola ha come protagonisti Héloise Godet, Jessica Erickson, Kamel Abdeli, Richard Chevallier, Alexandre Païta e Zoé Bruneau.
Il 39º lungometraggio di Godard è incentrato su una coppia in crisi e sul loro cane.

## Distribuzione
Il film, che è stato girato in 3D, è stato distribuito nelle sale cinematografiche francesi il 28 maggio 2014, mentre in quelle italiane il 20 novembre 2014.

## Accoglienza
Il film è stato definito «il Godard più sperimentale, un lavoro "d'avanguardia" nel senso originale e più letterale del termine».

## Riconoscimenti
Selezionato per competere per la Palma d'oro nella sezione principale al Festival di Cannes 2014, ha vinto il Premio della giuria ex-æquo con il film di Xavier Dolan Mommy.